# Quatrième circonscription de la Loire
La quatrième circonscription de la Loire est l'une des sept circonscriptions législatives françaises que compte le département de la Loire (42) situé en région Auvergne-Rhône-Alpes.

## Description géographique et démographique

### De 1958 à 1986
La quatrième circonscription de la Loire était composée de :
- canton de Bourg-Argental
- canton du Chambon-Feugerolles
- canton de Firminy
- canton de Saint-Genest-Malifaux

Source : Journal Officiel du 14-15 Octobre 1958.

### De 1988 à 2012
La quatrième circonscription de la Loire est délimitée par le découpage électoral de la loi n°86-1197 du 24 novembre 1986
, elle regroupe les divisions administratives suivantes :
- canton de Bourg-Argental
- canton du Chambon-Feugerolles
- canton de Firminy
- canton de Pélussin
- canton de Saint-Étienne-Sud-Ouest-2
- canton de Saint-Genest-Malifaux.

D'après le recensement général de la population en 1999, réalisé par l'INSEE, la population totale de cette circonscription est estimée à 102 659 habitants,.

### De 2012 à 2015
À compter du découpage électoral de 2010, elle regroupe les cantons suivants :
- Bourg-Argental,
- Le Chambon-Feugerolles,
- Firminy,
- Pélussin,
- Saint-Genest-Malifaux,
- Saint-Bonnet-le-Château,
- Saint-Just-Saint-Rambert,
- Saint-Jean-Soleymieux

### À partir de 2015
À la suite du redécoupage des cantons de 2014, les circonscriptions législatives ne sont plus composées de cantons entiers mais continuent à être définies selon les limites cantonales en vigueur en 2010. Elle est composée :
- des cantons de
  - Firminy,
  - Montbrison (14 communes parmi les 31),
  - Le Pilat (sauf communes de Doizieux, La Terrasse-sur-Dorlay, La Valla-en-Gier, Pavezin et Sainte-Croix-en-Jarez),
  - Saint-Etienne-2 (sauf partie de Saint-Etienne)
  - Saint-Just-Saint-Rambert,
- des communes de 
  - Boisset-lès-Montrond,
  - Craintilleux,
  - Unias,
  - Veauchette

## Historique des députations
| Législature | Début de mandat | Fin de mandat  | Député                                              | Parti politique | Observations                                                                           |
| ----------- | --------------- | -------------- | --------------------------------------------------- | --------------- | -------------------------------------------------------------------------------------- |
| IXe         | 23 juin 1988    | 1er avril 1993 | Théo Vial-Massat                                    | PCF             |                                                                                        |
| Xe          | 2 avril 1993    | 21 avril 1997  | Daniel Mandon,                                      | UDF,            | Mandat écourté à la suite d'une dissolution parlementaire décidée par Jacques Chirac.  |
| XIe         | 12 juin 1997    | 18 juin 2002   | Bernard Outin,                                      | PCF,            |                                                                                        |
| XIIe        | 19 juin 2002    | 19 juin 2007   | Dino Cinieri,                                       | UMP,            |                                                                                        |
| XIIIe       | 20 juin 2007    | 19 juin 2012   | Dino Cinieri                                        | UMP             |                                                                                        |
| XIVe        | 20 juin 2012    | 20 juin 2017   | Dino Cinieri                                        | UMP → LR        |                                                                                        |
| XVe         | 21 juin 2017    | 21 juin 2022   | Dino Cinieri                                        | LR              |                                                                                        |
| XVIe        | 22 juin 2022    | 9 juin 2024    | Dino Cinieri puis Sylvie Bonnet le 30 novembre 2023 | LR              | Mandat écourté à la suite d'une dissolution parlementaire décidée par Emmanuel Macron. |
| XVIIe       | 8 juillet 2024  | En cours       | Sylvie Bonnet                                       | LR              |                                                                                        |

## Historique des élections

### Élections de 1958
| Candidat       | Candidat                  | Parti          | Premier tour | Premier tour | Second tour | Second tour |  |
| Candidat       | Candidat                  | Parti          | Voix         | %            | Voix        | %           |  |
| -------------- | ------------------------- | -------------- | ------------ | ------------ | ----------- | ----------- |  |
|                | Eugène Claudius-Petit élu | UDSR           | 18 782       | 46,38        | 20 857      | 52,96       |  |
|                | Pétrus Faure              | Radsoc         | 12 793       | 31,59        | 10 862      | 27,58       |  |
|                | Théo Vial-Massat          | PCF            | 8 917        | 22,02        | 7 664       | 19,46       |  |
|                |                           |                |              |              |             |             |  |
| Inscrits       | Inscrits                  | Inscrits       | 55 500       | 100,00       | 55 500      | 100,00      |  |
| Abstentions    | Abstentions               | Abstentions    | 13 815       | 24,89        | 15 433      | 27,81       |  |
| Votants        | Votants                   | Votants        | 41 685       | 75,11        | 40 067      | 72,19       |  |
| Blancs et nuls | Blancs et nuls            | Blancs et nuls | 1 193        | 2,86         | 684         | 1,71        |  |
| Exprimés       | Exprimés                  | Exprimés       | 40 492       | 97,14        | 39 383      | 98,29       |  |

Le suppléant d'Eugène Claudius-Petit était Jean Fauconnet, avocat à la Cour d'Appel.

### Élections de 1962
| Candidat       | Candidat                      | Parti          | Premier tour | Premier tour | Second tour | Second tour |  |
| Candidat       | Candidat                      | Parti          | Voix         | %            | Voix        | %           |  |
| -------------- | ----------------------------- | -------------- | ------------ | ------------ | ----------- | ----------- |  |
|                | Théo Vial-Massat élu          | PCF            | 9 850        | 28,62        | 14 594      | 38,7        |  |
|                | Eugène Claudius-Petit sortant | CR             | 7 750        | 22,52        | 10 676      | 28,31       |  |
|                | Pierre Louis                  | MRP            | 7 346        | 21,35        | 12 437      | 32,98       |  |
|                | Jean Basset                   | UNR-UDT        | 4 375        | 12,71        | Retrait     | Retrait     |  |
|                | Claudius Volle                | SFIO           | 2 814        | 8,18         | Retrait     | Retrait     |  |
|                | René Meillant                 | PSU            | 2 280        | 6,63         | Retrait     | Retrait     |  |
|                |                               |                |              |              |             |             |  |
| Inscrits       | Inscrits                      | Inscrits       | 52 770       | 100,00       | 52 769      | 100,00      |  |
| Abstentions    | Abstentions                   | Abstentions    | 17 341       | 32,86        | 14 144      | 26,8        |  |
| Votants        | Votants                       | Votants        | 35 429       | 67,14        | 38 625      | 73,2        |  |
| Blancs et nuls | Blancs et nuls                | Blancs et nuls | 1 014        | 2,86         | 918         | 2,38        |  |
| Exprimés       | Exprimés                      | Exprimés       | 34 415       | 97,14        | 37 707      | 97,62       |  |

Le suppléant de Théo Vial-Massat était Charles Crouzet, maire d'Unieux.

### Élections de 1967
| Candidat       | Candidat                  | Parti          | Premier tour | Premier tour | Second tour | Second tour |  |
| Candidat       | Candidat                  | Parti          | Voix         | %            | Voix        | %           |  |
| -------------- | ------------------------- | -------------- | ------------ | ------------ | ----------- | ----------- |  |
|                | Théo Vial-Massat sortant  | PCF            | 14 201       | 34,14        | 19 816      | 47,16       |  |
|                | Eugène Claudius-Petit élu | CD (PDM)       | 12 951       | 31,14        | 22 201      | 52,84       |  |
|                | Raymond Durand            | UD-Ve          | 7 335        | 17,63        | Retrait     | Retrait     |  |
|                | Jean Moulin               | FGDS (SFIO)    | 3 789        | 9,11         |             |             |  |
|                | Paul Médard               | PSU            | 2 015        | 4,84         |             |             |  |
|                | André Cognet              | ARLP           | 1 304        | 3,13         |             |             |  |
|                |                           |                |              |              |             |             |  |
| Inscrits       | Inscrits                  | Inscrits       | 53 460       | 100,00       | 53 460      | 100,00      |  |
| Abstentions    | Abstentions               | Abstentions    | 11 074       | 20,71        | 10 118      | 18,93       |  |
| Votants        | Votants                   | Votants        | 42 386       | 79,29        | 43 342      | 81,07       |  |
| Blancs et nuls | Blancs et nuls            | Blancs et nuls | 791          | 1,87         | 1 325       | 3,06        |  |
| Exprimés       | Exprimés                  | Exprimés       | 41 595       | 98,13        | 42 017      | 96,94       |  |

Le suppléant d'Eugène Claudius-Petit était Louis Berger, maire de Roche-la-Molière.

### Élections de 1968
| Candidat       | Candidat                            | Parti          | Premier tour | Premier tour | Second tour | Second tour |  |
| Candidat       | Candidat                            | Parti          | Voix         | %            | Voix        | %           |  |
| -------------- | ----------------------------------- | -------------- | ------------ | ------------ | ----------- | ----------- |  |
|                | Théo Vial-Massat                    | PCF            | 12 951       | 32,08        | 15 918      | 41,68       |  |
|                | Eugène Claudius-Petit sortant réélu | CD (PDM)       | 12 852       | 31,83        | 22 248      | 58,25       |  |
|                | Serge Le Griel                      | UDR (URP)      | 10 530       | 26,08        | 28          | 0,07        |  |
|                | Paul Médard                         | PSU            | 4 043        | 10,01        |             |             |  |
|                |                                     |                |              |              |             |             |  |
| Inscrits       | Inscrits                            | Inscrits       | 52 903       | 100,00       | 52 903      | 100,00      |  |
| Abstentions    | Abstentions                         | Abstentions    | 11 817       | 22,34        | 13 470      | 25,46       |  |
| Votants        | Votants                             | Votants        | 41 086       | 77,66        | 39 433      | 74,54       |  |
| Blancs et nuls | Blancs et nuls                      | Blancs et nuls | 710          | 1,73         | 1 239       | 3,14        |  |
| Exprimés       | Exprimés                            | Exprimés       | 40 376       | 98,27        | 38 194      | 96,86       |  |

Le suppléant d'Eugène Claudius-Petit était Louis Berger.

### Élections de 1973
| Candidat       | Candidat            | Parti          | Premier tour | Premier tour | Second tour | Second tour |  |
| Candidat       | Candidat            | Parti          | Voix         | %            | Voix        | %           |  |
| -------------- | ------------------- | -------------- | ------------ | ------------ | ----------- | ----------- |  |
|                | Théo Vial-Massat    | PCF            | 15 290       | 37,47        | 20 309      | 48,85       |  |
|                | Roger Partrat élu   | CDP (URP)      | 11 713       | 28,7         | 21 269      | 51,15       |  |
|                | Jean Moulin         | PS (UGSD)      | 5 324        | 13,05        |             |             |  |
|                | Robert Calvet       | MR             | 3 188        | 7,81         |             |             |  |
|                | Michel Dubouchet    | Divers droite  | 1 811        | 4,44         |             |             |  |
|                | Jean Sanquer        | PSU            | 1 688        | 4,14         |             |             |  |
|                | Georges Rouchouze   | FN             | 1 012        | 2,48         |             |             |  |
|                | Jean-Michel Carrère | LO             | 783          | 1,92         |             |             |  |
|                |                     |                |              |              |             |             |  |
| Inscrits       | Inscrits            | Inscrits       | 53 557       | 100,00       | 53 558      | 100,00      |  |
| Abstentions    | Abstentions         | Abstentions    | 11 538       | 21,54        | 10 501      | 19,61       |  |
| Votants        | Votants             | Votants        | 42 019       | 78,46        | 43 057      | 80,39       |  |
| Blancs et nuls | Blancs et nuls      | Blancs et nuls | 1 210        | 2,88         | 1 479       | 3,43        |  |
| Exprimés       | Exprimés            | Exprimés       | 40 809       | 97,12        | 41 578      | 96,57       |  |

Le suppléant de Roger Partrat était le Docteur Fernand Montagnon, Premier adjoint au maire du Chambon-Feugerolles.

### Élections de 1978
| Candidat       | Candidat              | Parti          | Premier tour | Premier tour | Second tour | Second tour |  |
| Candidat       | Candidat              | Parti          | Voix         | %            | Voix        | %           |  |
| -------------- | --------------------- | -------------- | ------------ | ------------ | ----------- | ----------- |  |
|                | Théo Vial-Massat élu  | PCF            | 17 148       | 37,68        | 24 692      | 52,59       |  |
|                | Roger Partrat sortant | UDF (CDS)      | 14 251       | 31,32        | 22 257      | 47,41       |  |
|                | Gabriel Gaucher       | PS             | 5 846        | 12,85        |             |             |  |
|                | Dr Palayer            | MDD            | 2 523        | 5,54         |             |             |  |
|                | Jean-Marcel Fouvet    | PSD            | 2 201        | 4,84         |             |             |  |
|                | Jean-Paul Chartron    | PSU (FA)       | 1 235        | 2,71         |             |             |  |
|                | Jean-Louis Modrin     | Extrême droite | 1 091        | 2,4          |             |             |  |
|                | Jacques Lacaille      | LO             | 575          | 1,26         |             |             |  |
|                | Claude Breuil         | FN             | 378          | 0,83         |             |             |  |
|                | Bernard Marcuccilli   | LCR            | 256          | 0,56         |             |             |  |
|                |                       |                |              |              |             |             |  |
| Inscrits       | Inscrits              | Inscrits       | 57 739       | 100,00       | 57 739      | 100,00      |  |
| Abstentions    | Abstentions           | Abstentions    | 11 210       | 19,41        | 9 455       | 16,38       |  |
| Votants        | Votants               | Votants        | 46 529       | 80,59        | 48 284      | 83,62       |  |
| Blancs et nuls | Blancs et nuls        | Blancs et nuls | 1 025        | 2,2          | 1 335       | 2,76        |  |
| Exprimés       | Exprimés              | Exprimés       | 45 504       | 97,8         | 46 949      | 97,24       |  |

Le suppléant de Théo Vial-Massat était Fernand Montagnon, conseiller général, maire de La Ricamarie.

### Élections de 1981
| Candidat       | Candidat                       | Parti              | Premier tour | Premier tour | Second tour | Second tour |  |
| Candidat       | Candidat                       | Parti              | Voix         | %            | Voix        | %           |  |
| -------------- | ------------------------------ | ------------------ | ------------ | ------------ | ----------- | ----------- |  |
|                | Théo Vial-Massat sortant réélu | PCF                | 14 907       | 40,14        | 23 318      | 57,13       |  |
|                | Jean-Pierre Perrier            | UDF (CDS)          | 12 173       | 32,78        | 17 500      | 42,87       |  |
|                | André Reynard                  | PS                 | 7 788        | 20,97        | Retrait     | Retrait     |  |
|                | Jean-Marcel Fouvet             | Divers gauche (CG) | 1 330        | 3,58         |             |             |  |
|                | Jean-Paul Chartron             | PSU                | 941          | 2,53         |             |             |  |
|                |                                |                    |              |              |             |             |  |
| Inscrits       | Inscrits                       | Inscrits           | 58 048       | 100,00       | 58 048      | 100,00      |  |
| Abstentions    | Abstentions                    | Abstentions        | 20 120       | 34,66        | 15 950      | 27,48       |  |
| Votants        | Votants                        | Votants            | 37 928       | 65,34        | 42 098      | 72,52       |  |
| Blancs et nuls | Blancs et nuls                 | Blancs et nuls     | 789          | 2,08         | 1 280       | 3,04        |  |
| Exprimés       | Exprimés                       | Exprimés           | 37 139       | 97,92        | 40 818      | 96,96       |  |

Le suppléant de Théo Vial-Massat était Fernand Montagnon.

### Élections de 1988
| Candidat       | Candidat             | Parti           | Premier tour | Premier tour | Second tour | Second tour |  |
| Candidat       | Candidat             | Parti           | Voix         | %            | Voix        | %           |  |
| -------------- | -------------------- | --------------- | ------------ | ------------ | ----------- | ----------- |  |
|                | Théo Vial-Massat élu | PCF             | 13 124       | 31,54        | 24 091      | 53,92       |  |
|                | Daniel Mandon        | UDF (CDS) (URC) | 11 115       | 26,71        | 20 582      | 46,07       |  |
|                | Michel Debout        | PS              | 9 440        | 22,69        | 3           | 0,01        |  |
|                | Anne-Marie Barnola   | FN              | 5 738        | 13,79        |             |             |  |
|                | Bernard Macaire      | CNIP            | 2 007        | 4,82         |             |             |  |
|                | Joseph Béal          | Divers droite   | 182          | 0,44         |             |             |  |
|                |                      |                 |              |              |             |             |  |
| Inscrits       | Inscrits             | Inscrits        | 70 608       | 100,00       | 70 607      | 100,00      |  |
| Abstentions    | Abstentions          | Abstentions     | 28 227       | 39,98        | 24 490      | 34,68       |  |
| Votants        | Votants              | Votants         | 42 381       | 60,02        | 46 117      | 65,32       |  |
| Blancs et nuls | Blancs et nuls       | Blancs et nuls  | 775          | 1,83         | 1 441       | 3,12        |  |
| Exprimés       | Exprimés             | Exprimés        | 41 606       | 98,17        | 44 676      | 96,88       |  |

Le suppléant de Théo Vial-Massat était Fernand Montagnon.

### Élections de 1993
| Candidat       | Candidat           | Parti          | Premier tour | Premier tour | Second tour | Second tour |  |
| Candidat       | Candidat           | Parti          | Voix         | %            | Voix        | %           |  |
| -------------- | ------------------ | -------------- | ------------ | ------------ | ----------- | ----------- |  |
|                | Daniel Mandon élu  | UDF (CDS)      | 10 963       | 25,25        | 24 925      | 57,28       |  |
|                | Charles Fiterman   | PCF            | 8 309        | 19,14        | 18 588      | 42,72       |  |
|                | Jean Carré         | FN             | 8 223        | 18,94        |             |             |  |
|                | Guy Giraud         | RPR            | 5 800        | 13,36        |             |             |  |
|                | Jean-Paul Chartron | PS (ADFP)      | 4 308        | 9,92         |             |             |  |
|                | Elisabeth Peyron   | Les Verts (EÉ) | 2 854        | 6,57         |             |             |  |
|                | Jean Laporte       | LT-LNÉ         | 1 629        | 3,75         |             |             |  |
|                | Colette Battie     | PT             | 722          | 1,66         |             |             |  |
|                | Louis Sabatier     | Divers droite  | 615          | 1,42         |             |             |  |
|                |                    |                |              |              |             |             |  |
| Inscrits       | Inscrits           | Inscrits       | 69 852       | 100,00       | 69 851      | 100,00      |  |
| Abstentions    | Abstentions        | Abstentions    | 24 299       | 34,79        | 23 320      | 33,39       |  |
| Votants        | Votants            | Votants        | 45 553       | 65,21        | 46 531      | 66,61       |  |
| Blancs et nuls | Blancs et nuls     | Blancs et nuls | 2 130        | 4,68         | 3 018       | 6,49        |  |
| Exprimés       | Exprimés           | Exprimés       | 43 423       | 95,32        | 43 513      | 93,51       |  |

Le suppléant de Daniel Mandon était Jean-François Barnier, conseiller régional, maire du Chambon-Feugerolles.

### Élections de 1997
| Candidat       | Candidat              | Parti          | Premier tour | Premier tour | Second tour | Second tour |  |
| Candidat       | Candidat              | Parti          | Voix         | %            | Voix        | %           |  |
| -------------- | --------------------- | -------------- | ------------ | ------------ | ----------- | ----------- |  |
|                | Daniel Mandon sortant | UDF (FD)       | 12 017       | 28,03        | 18 541      | 39,4        |  |
|                | Frédéric Granjon      | FN             | 10 451       | 24,38        | 8 618       | 18,31       |  |
|                | Bernard Outin élu     | PCF            | 9 107        | 21,24        | 19 900      | 42,29       |  |
|                | Jean-Paul Chartron    | PS             | 7 232        | 16,87        |             |             |  |
|                | Jean-Philippe Bayon   | Les Verts      | 1 939        | 4,52         |             |             |  |
|                | Richard Raffin        | LDI (MPF)      | 1 269        | 2,96         |             |             |  |
|                | Driss Torchi          | MÉI            | 796          | 1,86         |             |             |  |
|                | Louis Boyer           | Divers droite  | 56           | 0,13         |             |             |  |
|                |                       |                |              |              |             |             |  |
| Inscrits       | Inscrits              | Inscrits       | 68 530       | 100,00       | 68 530      | 100,00      |  |
| Abstentions    | Abstentions           | Abstentions    | 23 464       | 34,24        | 19 942      | 29,1        |  |
| Votants        | Votants               | Votants        | 45 066       | 65,76        | 48 588      | 70,9        |  |
| Blancs et nuls | Blancs et nuls        | Blancs et nuls | 2 199        | 4,88         | 1 529       | 3,15        |  |
| Exprimés       | Exprimés              | Exprimés       | 42 867       | 95,12        | 47 059      | 96,85       |  |

Le suppléant de Bernard Outin était Marc Faure, conseiller général du canton du Chambon-Feugerolles, tourneur, de La Ricamarie.

### Élections de 2002
| Candidat       | Candidat                    | Parti               | Premier tour | Premier tour | Second tour | Second tour |  |
| Candidat       | Candidat                    | Parti               | Voix         | %            | Voix        | %           |  |
| -------------- | --------------------------- | ------------------- | ------------ | ------------ | ----------- | ----------- |  |
|                | Bernard Outin sortant       | PCF (PS, Les Verts) | 13 263       | 31,96        | 18 277      | 49,71       |  |
|                | Dino Cinieri élu            | UMP                 | 10 649       | 25,66        | 18 493      | 50,29       |  |
|                | Jean-François Barnier       | UDF                 | 6 876        | 16,57        |             |             |  |
|                | Anne-Marie Seyve            | FN                  | 6 686        | 16,11        |             |             |  |
|                | Laurent Monon               | LCR                 | 972          | 2,34         |             |             |  |
|                | Jean-André Charavy          | Pôle républicain    | 749          | 1,81         |             |             |  |
|                | Louise Di Stefano           | LT-LNÉ              | 463          | 1,12         |             |             |  |
|                | Claudette Petit             | MNR                 | 388          | 0,94         |             |             |  |
|                | Sauveur Cuadros             | LO                  | 382          | 0,92         |             |             |  |
|                | Sandrine Peyret             | CPNT                | 347          | 0,84         |             |             |  |
|                | Brigitte Reynard            | Divers              | 270          | 0,65         |             |             |  |
|                | Anne-Marie Chambon          | Extrême gauche      | 252          | 0,61         |             |             |  |
|                | Lionel Guyon de Montlivault | GÉ                  | 198          | 0,48         |             |             |  |
|                | Anne de Beaumont            | Les Verts           | 0            | 0            |             |             |  |
|                |                             |                     |              |              |             |             |  |
| Inscrits       | Inscrits                    | Inscrits            | 67 007       | 100,00       | 67 008      | 100,00      |  |
| Abstentions    | Abstentions                 | Abstentions         | 24 688       | 36,84        | 28 452      | 42,46       |  |
| Votants        | Votants                     | Votants             | 42 319       | 63,16        | 38 556      | 57,54       |  |
| Blancs et nuls | Blancs et nuls              | Blancs et nuls      | 824          | 1,95         | 1 786       | 4,63        |  |
| Exprimés       | Exprimés                    | Exprimés            | 41 495       | 98,05        | 36 770      | 95,37       |  |

Le suppléant de Dino Cinieri était Daniel Mandon, ancien député, conseiller général du canton de Saint-Genest-Malifaux, Vice-Président du conseil général, maire de Saint-Genest-Malifaux, professeur d'université.

### Élections de 2007
| Candidat       | Candidat                   | Parti          | Premier tour | Premier tour | Second tour | Second tour |  |
| Candidat       | Candidat                   | Parti          | Voix         | %            | Voix        | %           |  |
| -------------- | -------------------------- | -------------- | ------------ | ------------ | ----------- | ----------- |  |
|                | Dino Cinieri sortant réélu | UMP            | 16 183       | 41,06        | 19 903      | 51,64       |  |
|                | Jean-Paul Chartron         | PS             | 8 007        | 20,31        | 18 641      | 48,36       |  |
|                | Marc Faure                 | PCF            | 5 102        | 12,94        |             |             |  |
|                | Michèle Perez              | UDF–MoDem      | 3 686        | 9,35         |             |             |  |
|                | Robert Heyraud             | FN             | 2 517        | 6,39         |             |             |  |
|                | Anne de Beaumont           | Les Verts      | 1 237        | 3,14         |             |             |  |
|                | Laurent Monon              | LCR            | 1 050        | 2,66         |             |             |  |
|                | Concétina Guinta           | MPF            | 466          | 1,18         |             |             |  |
|                | Alain Lesage               | LT-LNÉ         | 440          | 1,12         |             |             |  |
|                | Stéphane Poulard           | LO             | 305          | 0,77         |             |             |  |
|                | Denis Blondet              | MNR            | 268          | 0,68         |             |             |  |
|                | Oidiaa Devèze              | Divers         | 154          | 0,39         |             |             |  |
|                |                            |                |              |              |             |             |  |
| Inscrits       | Inscrits                   | Inscrits       | 69 176       | 100,00       | 69 174      | 100,00      |  |
| Abstentions    | Abstentions                | Abstentions    | 29 150       | 42,14        | 29 449      | 42,57       |  |
| Votants        | Votants                    | Votants        | 40 026       | 57,86        | 39 725      | 57,43       |  |
| Blancs et nuls | Blancs et nuls             | Blancs et nuls | 611          | 1,53         | 1 181       | 2,97        |  |
| Exprimés       | Exprimés                   | Exprimés       | 39 415       | 98,47        | 38 544      | 97,03       |  |

### Élections de 2012
| Candidat       | Candidat                    | Parti                         | Premier tour | Premier tour | Second tour | Second tour |  |
| Candidat       | Candidat                    | Parti                         | Voix         | %            | Voix        | %           |  |
| -------------- | --------------------------- | ----------------------------- | ------------ | ------------ | ----------- | ----------- |  |
|                | Dino Cinieri sortant réélu  | PCD (UMP, CNIP)               | 19 227       | 33,08        | 24 528      | 41,96       |  |
|                | Lela Bencharif              | EÉLV (PS, MRC)                | 12 979       | 22,33        | 23 195      | 39,68       |  |
|                | Robert Heyraud              | RBM (FN)                      | 12 405       | 21,35        | 10 731      | 18,36       |  |
|                | Christophe Faverjon         | FG (PCF)                      | 9 982        | 17,18        |             |             |  |
|                | Jean-Claude Reymond         | PRG (Majorité Présidentielle) | 1 566        | 2,69         |             |             |  |
|                | Jacques Berlioz             | DLR                           | 1 001        | 1,72         |             |             |  |
|                | Odile Côte                  | LO                            | 430          | 0,74         |             |             |  |
|                | Pascal-Simon Thomas-Bonnard | AÉI                           | 406          | 0,70         |             |             |  |
|                | Thierry Peyron              | RS                            | 117          | 0,20         |             |             |  |
|                | Michèle Perez               | CpF (MoDem)                   | 2            | 0,00         |             |             |  |
|                |                             |                               |              |              |             |             |  |
| Inscrits       | Inscrits                    | Inscrits                      | 99 123       | 100,00       | 99 109      | 100,00      |  |
| Abstentions    | Abstentions                 | Abstentions                   | 40 161       | 40,52        | 39 574      | 39,93       |  |
| Votants        | Votants                     | Votants                       | 58 962       | 59,48        | 59 535      | 60,07       |  |
| Blancs et nuls | Blancs et nuls              | Blancs et nuls                | 847          | 1,44         | 1 081       | 1,82        |  |
| Exprimés       | Exprimés                    | Exprimés                      | 58 115       | 98,56        | 58 454      | 98,18       |  |

### Élections de 2017
| Candidat         | Candidat                    | Parti          | Premier tour | Premier tour | Second tour | Second tour |
| Candidat         | Candidat                    | Parti          | Voix         | %            | Voix        | %           |
| ---------------- | --------------------------- | -------------- | ------------ | ------------ | ----------- | ----------- |
|                  | David Kauffer               | REM            | 14 880       | 30,44        | 18 940      | 49,87       |
|                  | Dino Cinieri*               | LR             | 11 199       | 22,91        | 19 039      | 50,13       |
|                  | Raphaëlle Jeanson           | FN             | 7 835        | 16,03        |             |             |
|                  | Léo Chavas                  | FI             | 5 206        | 10,65        |             |             |
|                  | Christophe Faverjon         | PCF            | 5 108        | 10,45        |             |             |
|                  | Olivier Joly                | Divers Droite  | 2 431        | 4,97         |             |             |
|                  | Gérard Guillaumin           | MEI-LT         | 1 005        | 2,06         |             |             |
|                  | Patrick Mignon              | DLF            | 638          | 1,31         |             |             |
|                  | Françoise Leclet            | LO             | 386          | 0,79         |             |             |
|                  | Jean-Christophe Debens      | UPR            | 193          | 0,39         |             |             |
|                  | Pascal-Simon Thomas-Bonnard | AEI            | 0            | 0,00         |             |             |
|                  | François Shematsi           | Extrême-Droite | 0            | 0,00         |             |             |
|                  |                             |                |              |              |             |             |
| Inscrits         | Inscrits                    | Inscrits       | 101 100      | 100,00       |             | 100,00      |
| Abstentions      | Abstentions                 | Abstentions    | 51 460       | 50,90        |             |             |
| Votants          | Votants                     | Votants        | 49 640       | 49,10        |             |             |
| Blancs et nuls   | Blancs et nuls              | Blancs et nuls | 759          | 1,53         |             |             |
| Exprimés         | Exprimés                    | Exprimés       | 48 881       | 98,47        |             |             |
| * député sortant |                             |                |              |              |             |             |

### Élections de 2022
Les élections législatives françaises de 2022 se déroulent les dimanches 12 et 19 juin 2022.
| Résultats des élections législatives des 12 et 19 juin 2022 de la 4e circonscription de la Loire |                          |                          |                          |              |              |             |             |
| Candidat                                                                                         | Candidat                 | Parti et coalition       | Nuance                   | Premier tour | Premier tour | Second tour | Second tour |
| Candidat                                                                                         | Candidat                 | Parti et coalition       | Nuance                   | Voix         | %            | Voix        | %           |
|                                                                                                  | Dino Cinieri             | LR (UDC)                 | LR                       | 12 601       | 25,81        | 27 847      | 61,61       |
|                                                                                                  | Bernard Paemelaere       | LFI (NUPES)              | NUP                      | 11 501       | 23,56        | 17 352      | 38,39       |
|                                                                                                  | Anthony Gibert           | RN                       | RN                       | 10 555       | 21,62        |             |             |
|                                                                                                  | Shannon Seban            | LREM (ENS)               | ENS                      | 8 224        | 16,84        |             |             |
|                                                                                                  | Jean-Baptiste Rouquerol  | REC                      | REC                      | 1 930        | 3,95         |             |             |
|                                                                                                  | Pascal Thomas            | EAC                      | ECO                      | 1 117        | 2,41         |             |             |
|                                                                                                  | Sana Belmouden           | PRG                      | RDG                      | 975          | 2,00         |             |             |
|                                                                                                  | Sylvain Vigouroux        | LP (UPF)                 | DSV                      | 711          | 1,46         |             |             |
|                                                                                                  | Sauveur Cuadros          | LO                       | DXG                      | 529          | 1,08         |             |             |
|                                                                                                  | Véronique Vidal          | PA                       | ECO                      | 434          | 0,89         |             |             |
|                                                                                                  | Aïcha Bint-Zayd          | UDMF                     | DIV                      | 189          | 0,39         |             |             |
| Votes valides                                                                                    | Votes valides            | Votes valides            | Votes valides            | 48 826       | 98,26        | 45 199      | 94,36       |
| Votes blancs                                                                                     | Votes blancs             | Votes blancs             | Votes blancs             | 641          | 1,29         | 2 007       | 4,19        |
| Votes nuls                                                                                       | Votes nuls               | Votes nuls               | Votes nuls               | 225          | 0,45         | 694         | 1,45        |
| Total                                                                                            | Total                    | Total                    | Total                    | 49 692       | 100          | 47 900      | 100         |
| Abstention                                                                                       | Abstention               | Abstention               | Abstention               | 54 267       | 52,20        | 56 089      | 53,94       |
| Inscrits / participation                                                                         | Inscrits / participation | Inscrits / participation | Inscrits / participation | 103 959      | 47,80        | 103 989     | 46,06       |

##### Premier tour

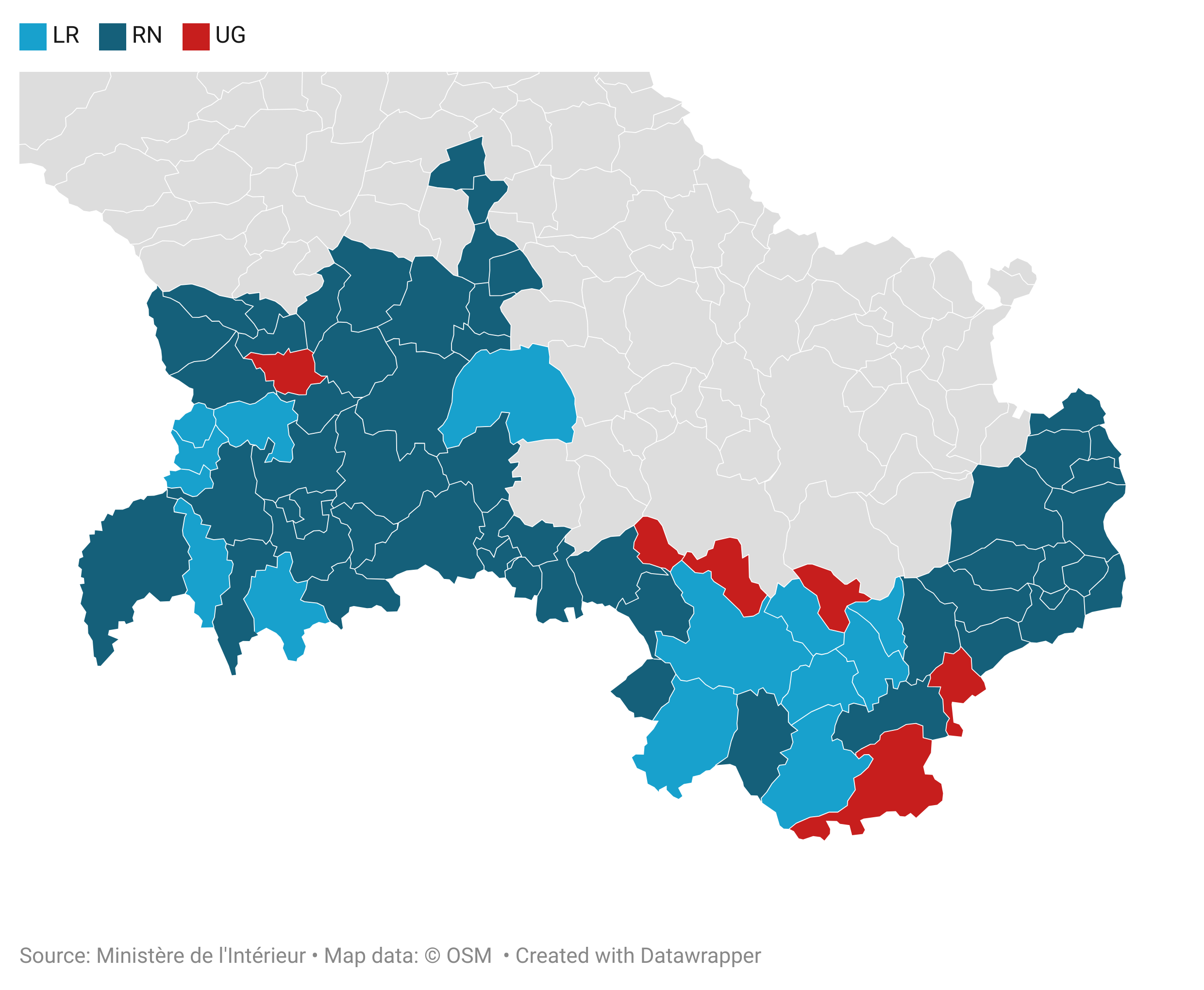
Candidat en tête au premier tour dans chaque commune, en pourcentage des voix exprimées

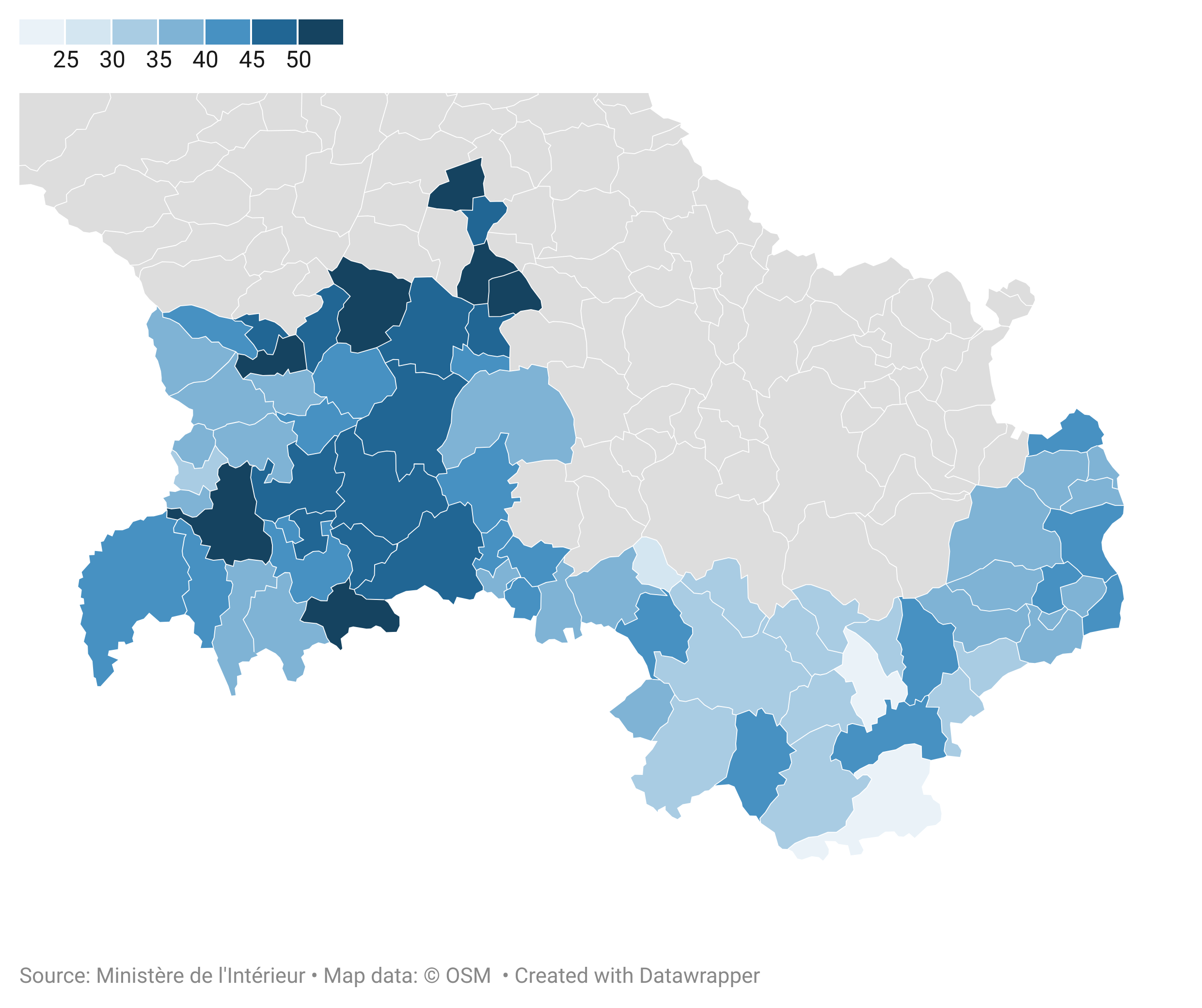
Score par commune de Gerbert Rambaud (RN-DLF) au premier tour, en pourcentage des voix

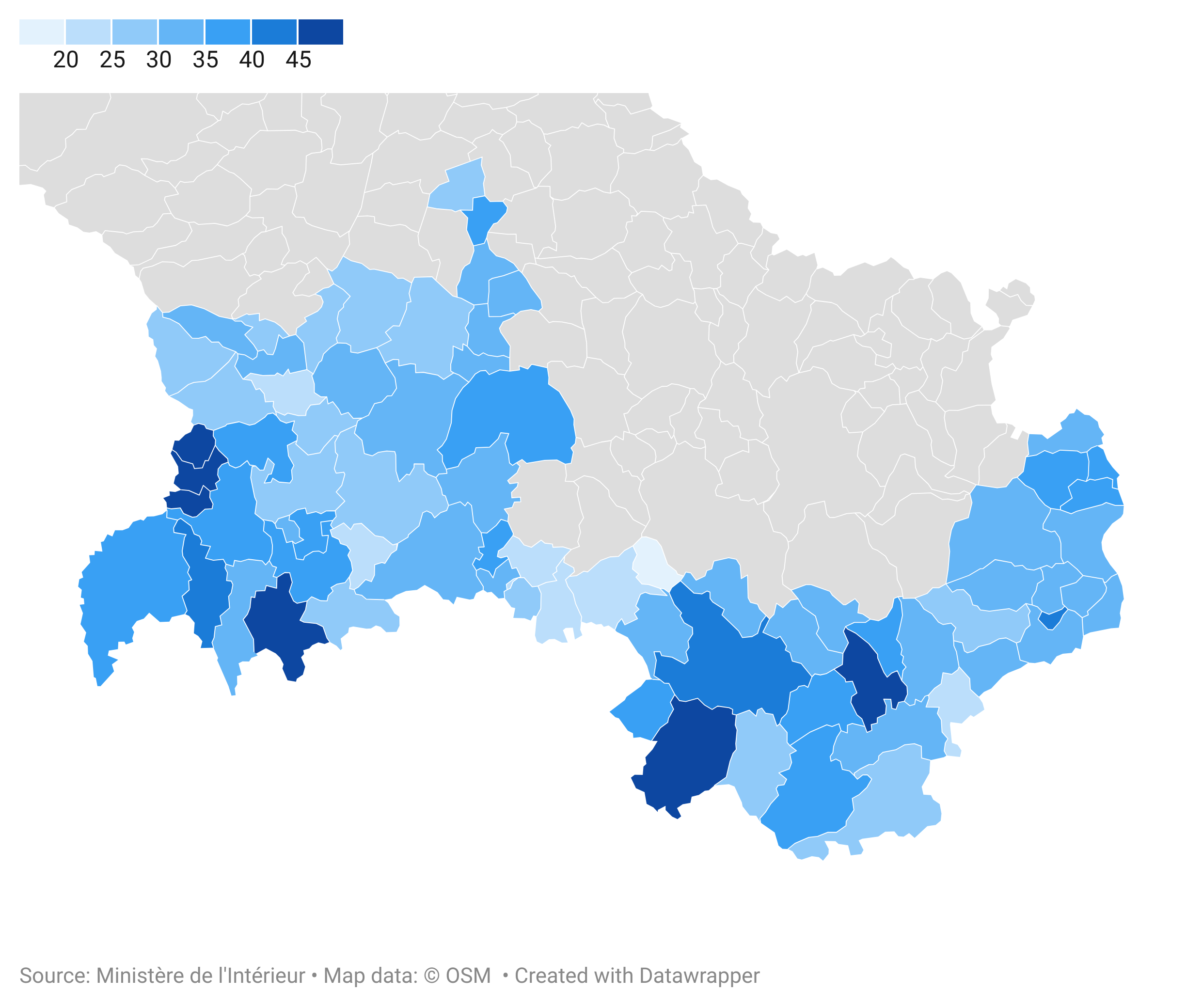
Score par commune de Sylvie Bonnet (LR) au premier tour, en pourcentage des voix exprimées

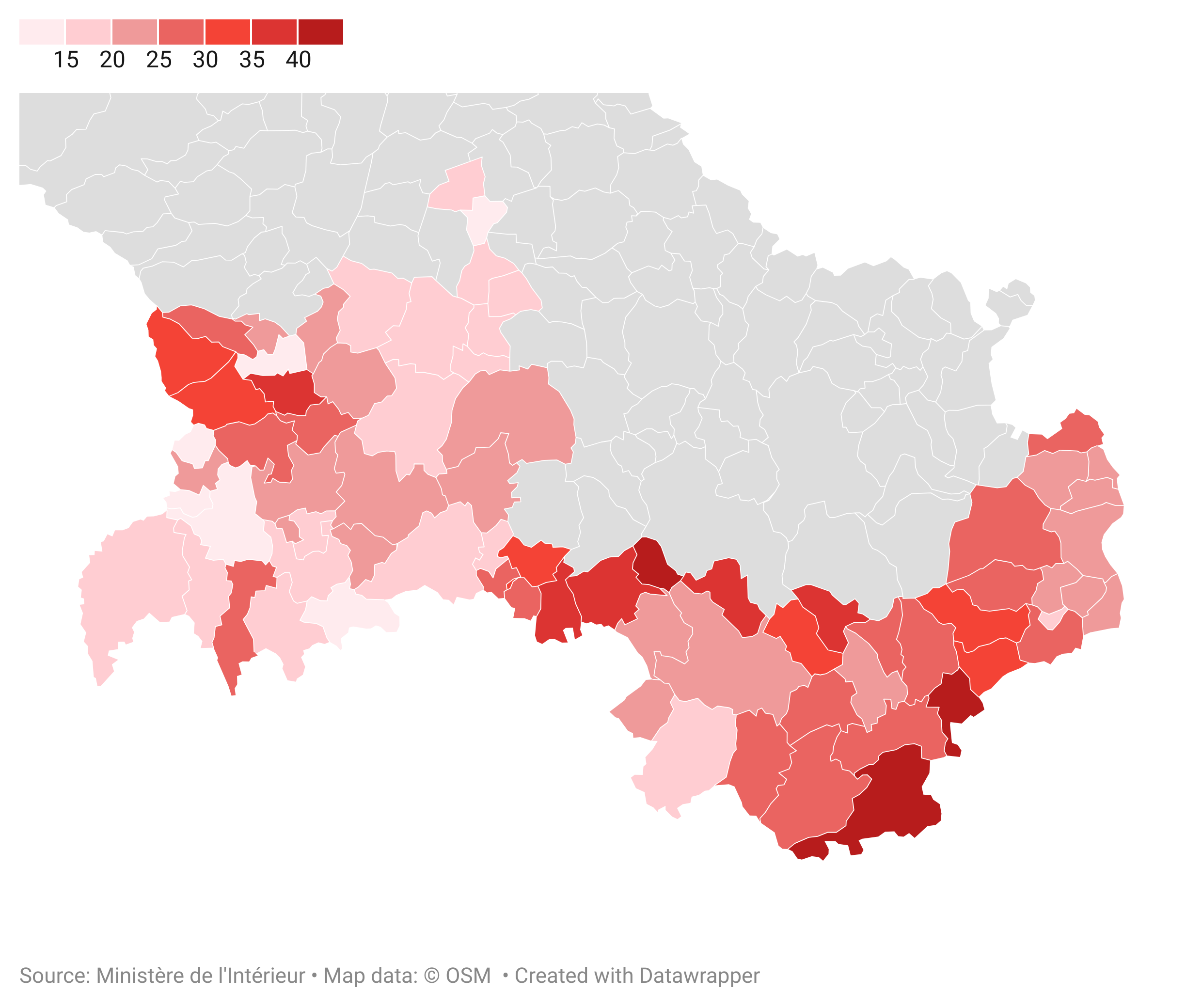
Score par commune de Bernard Paemelaere (NFP-LFI) au premier tour, en pourcentage des voix exprimées

### Élections de 2024
| Candidat                 | Candidat                 | Parti et coalition       | Nuance                   | Premier tour | Premier tour | Second tour | Second tour |
| Candidat                 | Candidat                 | Parti et coalition       | Nuance                   | Voix         | %            | Voix        | %           |
| ------------------------ | ------------------------ | ------------------------ | ------------------------ | ------------ | ------------ | ----------- | ----------- |
|                          | Gerbert Rambaud          | DLF                      | RN & alliés              | 28 753       | 40,80        | 30 903      | 44,58       |
|                          | Sylvie Bonnet            | LR                       | LR                       | 21 649       | 30,72        | 38 420      | 55,42       |
|                          | Bernard Paemelaere       | LFI (NFP)                | UG                       | 18 700       | 26,54        | Retrait     | Retrait     |
|                          | Nora Ibbari              | LO                       | EXG                      | 1 368        | 1,94         |             |             |
|                          |                          |                          |                          |              |              |             |             |
| Suffrages exprimés       | Suffrages exprimés       | Suffrages exprimés       | Suffrages exprimés       | 70 470       | 97,28        | 69 323      | 95,56       |
| Votes blancs             | Votes blancs             | Votes blancs             | Votes blancs             | 1 513        | 2,09         | 2 488       | 3,43        |
| Votes nuls               | Votes nuls               | Votes nuls               | Votes nuls               | 458          | 0,63         | 736         | 1,01        |
| Total                    | Total                    | Total                    | Total                    | 72 441       | 100          | 72 547      | 100         |
| Abstention               | Abstention               | Abstention               | Abstention               | 32 052       | 30,67        | 32 046      | 30,64       |
| Inscrits / participation | Inscrits / participation | Inscrits / participation | Inscrits / participation | 104 493      | 69,33        | 104 593     | 69,36       |

#### Département de la Loire
- La fiche de l'INSEE de cette circonscription : « Tableaux et Analyses de la quatrième circonscription de la Loire », sur insee.fr, site de l'Institut national de la statistique et des études économiques (consulté le 10 juin 2007) [PDF]

- « Tous les députés du département de la Loire depuis 1789 », sur assemblee-nationale.fr, site de l'Assemblée nationale française (consulté le 10 juin 2007)

- « Informations contentieuses sur le département de la Loire (Élections législatives de 2002) »(Archive.org • Wikiwix • Archive.is • Google • Que faire ?), sur conseil-constitutionnel.fr, site du Conseil constitutionnel (consulté le 13 juin 2007)

#### Circonscriptions en France
- « Carte des circonscriptions législatives en France », sur assemblee-nationale.fr, site de l'Assemblée nationale française (consulté le 10 juin 2007)

- « Résultats électoraux officiels en France »(Archive.org • Wikiwix • Archive.is • Google • Que faire ?), sur interieur.gouv.fr, site du ministère de l'Intérieur (France) (consulté le 13 juin 2007)

- Description et Atlas des circonscriptions électorales de France sur http://www.atlaspol.com, Atlaspol, site de cartographie géopolitique, consulté le 13 juin 2007.